# فهرست نمایندگان دوره دوم مجلس سنای ایران
در زیر فهرستی از نمایندگان دورهٔ دوم مجلس سنای ایران آمده‌است. این دوره از مجلس سنا از ۲۷ اسفند ۱۳۳۲ تا ۲۵ اسفند ۱۳۳۸ دایر بود.

## سناتورهای انتصابی
| شمارهٔ ردیف | حوزهٔ انتخابیه | نام و شهرت                      | توضیحات                                                                               |
| ---------- | ------------- | ------------------------------- | ------------------------------------------------------------------------------------- |
| ۱          | تهران         | ابراهیم حکیمی (حکیم‌الملک)       | رئیس مجلس تا ۲۱ فروردین ۱۳۳۴                                                          |
| ۲          | تهران         | عبدالمهدی طباطبائی              |                                                                                       |
| ۳          | تهران         | ایرج مطبوعی                     | کارپرداز از ۲۱ فروردین ۱۳۳۴                                                           |
| ۴          | تهران         | محمدعلی وارسته                  |                                                                                       |
| ۵          | تهران         | علی حق‌نویس                      |                                                                                       |
| ۶          | تهران         | امیر امیراعلم                   |                                                                                       |
| ۷          | تهران         | خانبابا بیانی                   | عضو کمیسیون رسیدگی به کنسرسیوم نفت                                                    |
| ۸          | تهران         | اسدالله شمس ملک‌آرا (شهاب‌الدوله) | عضو کمیسیون رسیدگی به کنسرسیوم نفت                                                    |
| ۹          | تهران         | محمد حجازی (مطیع‌الدوله)         |                                                                                       |
| ۱۰         | تهران         | محمود حسابی                     |                                                                                       |
| ۱۱         | تهران         | احمد امیراحمدی                  | عضو کمیسیون رسیدگی به کنسرسیوم نفت                                                    |
| ۱۲         | تهران         | سید محمد سجادی                  |                                                                                       |
| ۱۳         | تهران         | ابوالفضل عضد (عضدالسلطان)       |                                                                                       |
| ۱۴         | تهران         | مصطفی امیرسلیمانی (مشیرالسلطنه) | منشی از ۲۱ فروردین ۱۳۳۴                                                               |
| ۱۵         | تهران         | علی‌اکبر سیف افشار (سیف‌السلطنه)  |                                                                                       |
| ۱۶         | اصفهان        | محمدتقی اسعد (امیر جنگ)         |                                                                                       |
| ۱۷         | اهواز         | محمود ناصری (مصدق‌الدوله)        | عضو کمیسیون رسیدگی به کنسرسیوم نفت                                                    |
| ۱۸         | تبریز         | قاسم قاسم‌زاده                   |                                                                                       |
| ۱۹         | تبریز         | ابوالفتح والاتبار (حشمت‌الدوله)  |                                                                                       |
| ۲۰         | رشت           | ابراهیم نبیل سمیعی (نبیل‌الملک)  | منشی از اول اردیبهشت ۱۳۳۳ - عضو کمیسیون رسیدگی به کنسرسیوم نفت                        |
| ۲۱         | رضائیه        | امان‌الله جهانبانی               | کارپرداز از اول اردیبهشت ۱۳۳۳ تا ۲۱ فروردین ۱۳۳۴ - عضو کمیسیون رسیدگی به کنسرسیوم نفت |
| ۲۲         | ساری          | محسن مهدوی                      | عضو کمیسیون رسیدگی به کنسرسیوم نفت                                                    |
| ۲۳         | شیراز         | حبیب‌الله آموزگار                |                                                                                       |
| ۲۴         | شیراز         | جواد بوشهری (امیر همایون)       | نایب رئیس دوم از ۲۱ فروردین ۱۳۳۴                                                      |
| ۲۵         | قزوین         | یدالله دهستانی                  |                                                                                       |
| ۲۶         | کرمان         | مجید فیروز (ناصرالدوله)         |                                                                                       |
| ۲۷         | کرمانشاه      | رضا علی دیوان‌بیگی               | کارپرداز از اول اردیبهشت ۱۳۳۳ تا ۲۱ فروردین ۱۳۳۴                                      |
| ۲۸         | مشهد          | محسن صدر (صدرالاشراف)           |                                                                                       |
| ۲۹         | مشهد          | حسن کفائی                       | در ۱۹ مرداد ۱۳۳۳ درگذشت                                                               |
| ۳۰         | مشهد          | جواد امامی                      | به جای حسن کفائی                                                                      |
| ۳۱         | همدان         | حسن بقایی                       | عضو کمیسیون رسیدگی به کنسرسیوم نفت                                                    |

## سناتورهای انتخابی
| شمارهٔ ردیف | حوزهٔ انتخابیه | نام و شهرت                      | توضیحات |
| ---------- | ------------- | ------------------------------- | --- |
| ۱          | تهران         | جمال امامی خوئی                 | عضو کمیسیون رسیدگی به کنسرسیوم نفت                                                                                  |
| ۲          | تهران         | عبدالحسین نیک‌پور                | |
| ۳          | تهران         | سید علی بهبهانی                 | |
| ۴          | تهران         | علی وکیلی                       | عضو کمیسیون رسیدگی به کنسرسیوم نفت                                                                                  |
| ۵          | تهران         | علی دشتی                        | |
| ۶          | تهران         | ابراهیم خواجه‌نوری               | عضو کمیسیون رسیدگی به کنسرسیوم نفت                                                                                  |
| ۷          | تهران         | عباس مسعودی                     | منشی از اول اردیبهشت ۱۳۳۳ تا ۲۱ فروردین ۱۳۳۴ - عضو کمیسیون رسیدگی به کنسرسیوم نفت                                   |
| ۸          | تهران         | مهدی ملک‌زاده                    | نایب رئیس اول از اول اردیبهشت ۱۳۳۳ تا ۲۱ فروردین ۱۳۳۴ - عضو کمیسیون رسیدگی به کنسرسیوم نفت                          |
| ۹          | تهران         | سعید مالک (لقمان‌الملک)          | نایب رئیس دوم از اول اردیبهشت ۱۳۳۳ تا ۲۱ فروردین ۱۳۳۴ و نایب رئیس اول از آن پس - عضو کمیسیون رسیدگی به کنسرسیوم نفت |
| ۱۰         | تهران         | عیسی صدیق (صدیق اعلم)           | |
| ۱۱         | تهران         | سید محمدصادق طباطبائی           | |
| ۱۲         | تهران         | ابوالفضل لسانی                  | منشی از اول اردیبهشت ۱۳۳۳ تا ۲۱ فروردین ۱۳۳۴                                                                        |
| ۱۳         | تهران         | جعفر شریف‌امامی                  | کارپرداز از اول اردیبهشت ۱۳۳۳ - عضو کمیسیون رسیدگی به کنسرسیوم نفت                                                  |
| ۱۴         | تهران         | سید حسن امامی                   | |
| ۱۵         | تهران         | منوچهر اقبال                    | |
| ۱۶         | اصفهان        | مهدی مشیر فاطمی (عمادالسلطنه)   | |
| ۱۷         | اهواز         | محمدعلی نظام مافی (نظام‌السلطنه) | |
| ۱۸         | تبریز         | سید حسن تقی‌زاده                 | رئیس مجلس از ۲۱ فروردین ۱۳۳۴                                                                                        |
| ۱۹         | تبریز         | اسدالله مامقانی                 | |
| ۲۰         | رشت           | حسن اکبر                        | |
| ۲۱         | رضائیه        | محمد ساعد (ساعد الوزاره)        | |
| ۲۲         | ساری          | حسین دادگر (عدل‌الملک)           | |
| ۲۳         | شیراز         | مهدی نمازی                      | |
| ۲۴         | شیراز         | علی‌قلی هدایت                    | |
| ۲۵         | قزوین         | محمدعلی مجد (فطن‌السلطنه)        | عضو کمیسیون رسیدگی به کنسرسیوم نفت                                                                                  |
| ۲۶         | کرمان         | محمود جم (مدیرالملک)            | |
| ۲۷         | کرمانشاه      | فرج‌الله آصف (سردار معظم)        | در ۲۱ دی ۱۳۳۳ درگذشت                                                                                                |
| ۲۸         | کرمانشاه      | هدایت‌الله پالیزی (رفعت‌السلطنه)  | به جای سردار معظم آصف‌وزیری - کارپرداز از ۲۱ فروردین ۱۳۳۴                                                            |
| ۲۹         | مشهد          | سید علی مؤید ثابتی              | منشی از اول اردیبهشت ۱۳۳۳                                                                                           |
| ۳۰         | مشهد          | سید مهدی فرخ (معتصم‌السلطنه)     | عضو شورای عالی شرکت نفت از شانزدهم اسفند ۱۳۳۳                                                                       |
| ۳۱         | همدان         | عمادالدین سزاوار                | عضو کمیسیون رسیدگی به کنسرسیوم نفت                                                                                  |

## سناتورهای انتصابی برای سه سال دوم
| شمارهٔ ردیف | حوزهٔ انتخابیه | نام و شهرت                      | توضیحات                                      |  |
| ---------- | ------------- | ------------------------------- | -------------------------------------------- |  |
| ۱          | تهران         | امیر امیراعلم                   |                                              |  |
| ۲          | تهران         | احمد امیراحمدی                  |                                              |  |
| ۳          | تهران         | امیرحسین ایلخان ظفر بختیار      |                                              |  |
| ۴          | تهران         | خانبابا بیانی                   |                                              |  |
| ۵          | تهران         | محمد حجازی (مطیع‌الدوله)         |                                              |  |
| ۶          | تهران         | محمود حسابی                     |                                              |  |
| ۷          | تهران         | ابراهیم حکیمی (حکیم‌الملک)       |                                              |  |
| ۸          | تهران         | رضا رفیع (قائم‌مقام‌الملک)        |                                              |  |
| ۹          | تهران         | علی‌اکبر سیف افشار (سیف‌السلطنه)  |                                              |  |
| ۱۰         | تهران         | اسدالله شمس ملک‌آرا (شهاب‌الدوله) |                                              |  |
| ۱۱         | تهران         | یحیی عدل                        |                                              |  |
| ۱۲         | تهران         | ابوالفضل عضد (عضدالسلطان)       |                                              |  |
| ۱۳         | تهران         | احمد متین‌دفتری (متین‌الدوله)     |                                              |  |
| ۱۴         | تهران         | محمدعلی وارسته                  |                                              |  |
| ۱۵         | تهران         | مرتضی یزدان‌پناه                 |                                              |  |
| ۱۶         | اصفهان        | محمدتقی اسعد (امیر جنگ)         |                                              |  |
| ۱۷         | اهواز         | محمود ناصری (مصدق‌الدوله)        | مصطفی‌قلی رام جایگزین او شد.                  |  |
| ۱۸         | تبریز         | قاسم قاسم‌زاده                   |                                              |  |
| ۱۹         | تبریز         | ابوالفتح والاتبار (حشمت‌الدوله)  | درگذشت و سید جلال‌الدین تهرانی جایگزین او شد. |  |
| ۲۰         | رشت           | ابراهیم نبیل سمیعی (نبیل‌الملک)  |                                              |  |
| ۲۱         | رضائیه        | امان‌الله جهانبانی               |                                              |  |
| ۲۲         | ساری          | پرویز ناتل خانلری               |                                              |  |
| ۲۳         | شیراز         | حبیب‌الله آموزگار                |                                              |  |
| ۲۴         | شیراز         | جواد بوشهری (امیر همایون)       |                                              |  |
| ۲۵         | قزوین         | یدالله دهستانی                  |                                              |  |
| ۲۶         | کرمان         | سید محمود جلالی                 |                                              |  |
| ۲۷         | کرمانشاه      | محمد شاه‌بختی                    |                                              |  |
| ۲۸         | مشهد          | محسن صدر (صدرالاشراف)           |                                              |  |
| ۲۹         | مشهد          | ابوالقاسم فروهر                 |                                              |  |
| ۳۰         | همدان         | حسن بقایی                       |                                              |  |

## سناتورهای انتخابی برای سه سال دوم
| شمارهٔ ردیف | حوزهٔ انتخابیه | نام و شهرت                      | توضیحات                                       |
| ---------- | ------------- | ------------------------------- | --------------------------------------------- |
| ۱          | تهران         | جمال امامی خوئی                 |                                               |
| ۲          | تهران         | سید حسن امامی                   |                                               |
| ۳          | تهران         | سید علی بهبهانی                 |                                               |
| ۴          | تهران         | غلامحسین خوشبین                 |                                               |
| ۵          | تهران         | علی دشتی                        |                                               |
| ۶          | تهران         | سید محمد سجادی                  |                                               |
| ۷          | تهران         | عیسی صدیق (صدیق اعلم)           | عضو شورای عالی شرکت نفت از شانزدهم اسفند ۱۳۳۳ |
| ۸          | تهران         | محمدصادق طباطبایی               |                                               |
| ۹          | تهران         | پرویز کاظمی                     |                                               |
| ۱۰         | تهران         | عباسقلی گلشائیان                |                                               |
| ۱۱         | تهران         | ابوالفضل لسانی                  |                                               |
| ۱۲         | تهران         | سعید مالک (لقمان‌الملک)          | نایب رئیس اول از ۲۱ فروردین ۱۳۳۴              |
| ۱۳         | تهران         | عباس مسعودی                     |                                               |
| ۱۴         | تهران         | عبدالحسین نیک‌پور                |                                               |
| ۱۵         | تهران         | علی وکیلی                       |                                               |
| ۱۶         | اصفهان        | مهدی مشیر فاطمی (عمادالسلطنه)   |                                               |
| ۱۷         | اهواز         | محمدعلی نظام مافی (نظام‌السلطنه) |                                               |
| ۱۸         | تبریز         | سید حسن تقی‌زاده                 |                                               |
| ۱۹         | تبریز         | عباس لقمان ادهم (اعلم‌الملک)     |                                               |
| ۲۰         | رشت           | حسن اکبر                        | منشی از ۲۱ فروردین ۱۳۳۴                       |
| ۲۱         | رضائیه        | جمال افشار                      |                                               |
|            | رضائیه        | محمد ساعد مراغه‌ای (ساعدالوزاره) |                                               |
| ۲۲         | ساری          | حسین دادگر (عدل‌الملک)           |                                               |
| ۲۳         | شیراز         | مهدی نمازی                      |                                               |
| ۲۴         | شیراز         | علی‌قلی هدایت                    |                                               |
| ۲۵         | قزوین         | نصرالله صبا                     |                                               |
| ۲۶         | کرمان         | محمود جم (مدیرالملک)            |                                               |
| ۲۷         | کرمانشاه      | هدایت‌الله پالیزی (رفعت‌السلطنه)  |                                               |
| ۲۸         | مشهد          | سید علی مؤید ثابتی              |                                               |
| ۲۹         | مشهد          | ایرج مطبوعی                     |                                               |
| ۳۰         | همدان         | عمادالدین سزاوار                |                                               |